# Ingeniería biomédica
La ingeniería biomédica es el resultado de la aplicación de los principios y técnicas de la ingeniería al campo de la medicina y la Biología. Se dedica principalmente al diseño y construcción de productos sanitarios y tecnologías sanitarias tales como los equipos médicos, las prótesis, dispositivos médicos, dispositivos de diagnóstico (imagenología médica) y de terapia. También interviene en la gestión o administración de los recursos técnicos ligados a un sistema de hospitales. Combina la experiencia de la ingeniería con las necesidades médicas para obtener beneficios en el cuidado de la salud. El cultivo de tejidos, lo mismo que la producción de determinados fármacos, suelen considerarse parte de la bioingeniería. Aunque la mayor parte de los ingenieros biomédicos trabaja en el campo de la salud humana, también trabajan en el desarrollo de soluciones tecnológicas para el uso en medicina veterinaria, y la biología en general.
La ingeniería biomédica ha surgido recientemente como un estudio propio, en comparación con muchos otros campos de la ingeniería. Tal evolución es común como una nueva transición de campo de ser una especialización interdisciplinaria entre campos ya establecidos a ser considerado un campo en sí mismo. Gran parte del trabajo en ingeniería biomédica consiste en investigación y desarrollo, que abarca una amplia gama de subcampos (ver más abajo). Las aplicaciones de ingeniería biomédica destacadas incluyen el desarrollo de prótesis biocompatibles, varios dispositivos médicos de diagnóstico y terapéuticos que van desde equipos clínicos hasta microimplantes, equipos de imágenes comunes como IRMs y EKG/ECG, crecimiento de tejidos regenerativos, drogas farmacéuticas y productos biológicos terapéuticos.

## Bioinformática

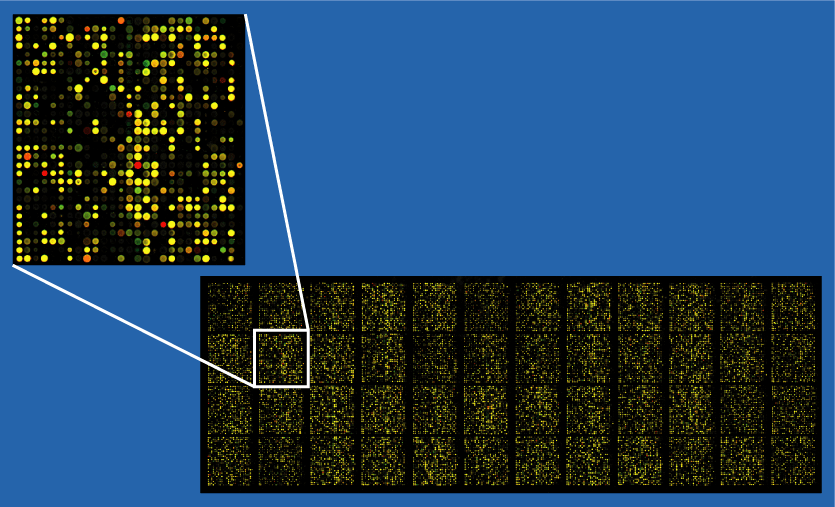
Ejemplo de un microarray de oligo manchado con aproximadamente 40 000 sondas con un recuadro ampliado para mostrar los detalles.

La bioinformática es un campo interdisciplinario que desarrolla métodos y herramientas de software para comprender datos biológicos. Como campo interdisciplinario de la ciencia, la bioinformática combina la informática, la estadística, las matemáticas y la ingeniería para analizar e interpretar datos biológicos.
La bioinformática se considera tanto un término general para el conjunto de estudios biológicos que utilizan la programación informática como parte de su metodología, como una referencia a "tuberías" de análisis específicas que se utilizan repetidamente, en particular en el campo de la genómica. Los usos comunes de la bioinformática incluyen la identificación de genes y nucleótidos candidatos (SNP). A menudo, dicha identificación se realiza con el objetivo de comprender mejor la base genética de la enfermedad, las adaptaciones únicas, las propiedades deseables (especialmente en especies agrícolas) o las diferencias entre poblaciones. De una manera menos formal, la bioinformática también trata de comprender los principios organizativos dentro de las secuencias de ácidos nucleicos y proteínas.

## Biomecánica

Un ribosoma es una máquina biológica que utiliza dinámica de proteínas

La biomecánica es el estudio de la estructura y función de los aspectos mecánicos de los sistemas biológicos, en cualquier nivel, desde organismos completos hasta órganos, células y orgánulos celulares, utilizando los métodos de mecánica.

## Biomaterial
Un biomaterial es cualquier materia, superficie o construcción que interactúa con los sistemas vivos. Como ciencia, los biomateriales tienen unos cincuenta años. El estudio de los biomateriales se denomina ciencia de biomateriales o ingeniería de biomateriales. Ha experimentado un crecimiento constante y fuerte a lo largo de su historia, con muchas empresas invirtiendo grandes cantidades de dinero en el desarrollo de nuevos productos. La ciencia de los biomateriales abarca elementos de la medicina, la biología, la química, la ingeniería de tejidos y la ciencia de los materiales.

## Óptica biomédica
La óptica biomédica se refiere a la interacción del tejido biológico y la luz, y cómo se puede aprovechar esto para la detección, la obtención de imágenes y el tratamiento.

## Ingeniería de tejidos
La ingeniería de tejidos, como la ingeniería genética, es un segmento importante de biotecnología, que se superpone significativamente con el BME.
Uno de los objetivos de la ingeniería de tejidos es crear órganos artificiales (a través de material biológico) para pacientes que necesitan trasplantes de órganos. Actualmente, los ingenieros biomédicos están investigando métodos para crear tales órganos. Los investigadores han desarrollado sólidas mandíbulas y tráqueas de células madre humanas para este fin. Varias vejigas urinarias artificiales se han cultivado en laboratorios y se han trasplantado con éxito a pacientes humanos. Los órganos bioartificiales, que utilizan componentes tanto sintéticos como biológicos, también son un área de interés en la investigación, como los dispositivos de asistencia hepática que utilizan células hepáticas dentro de un biorreactor artificial.

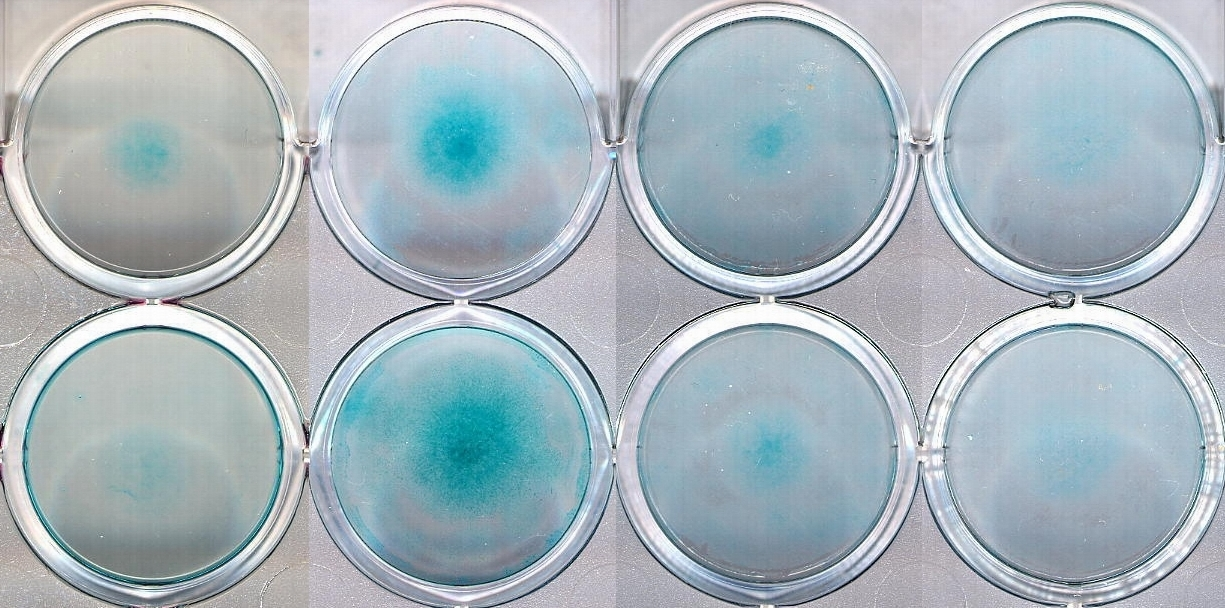
Cultivos en micromasa de células C3H-10T1/2 a tensiones de oxígeno variadas teñidas con azul alcián.

## Instrumentación biomédica
Por instrumentación biomédica se entiende que es el conjunto de aparatos de medición o mapeo de cualquier variable o variables de interés en el campo de la biología o de las ciencias de la salud. Los instrumentos biomédicos se desarrollan para satisfacer una necesidad o, en otras palabras, para resolver un problema. Este problema debe ser definido por el usuario o usuarios del instrumento, trátese de un problema clínico, de investigación o industrial.

## Instrumentos Biomédicos
- Ecógrafo - Mapa bi -y tridimensional de propiedades mecánicas generado por ultrasonidos
- Rayos X - Mapa bidimensional de densidad
- Resonancia magnética - Mapa bi - y tridimensional de concentración atómica
- Termómetro- Temperatura
- Electrofisiografos - Biopotenciales (EEG - cerebrales, ECG - cardiacos, EMG - musculares)

- Básculas - Peso
- Dosímetro- Dosis de radiación
- Tonómetro Tonómetro- Presión relativa
- Manómetro Manómetros- Presión relativa

## Robótica en Medicina
La ingeniería Biomédica posee un gran campo de acción en el uso de la robótica orientada a la biología(humana y animal) y la medicina, entre ellas las prótesis y ortesis cuyo uso se enfoca en personas con dificultades motoras así como también en el uso militar. Otro uso importante está en el campo de la cirugía mínimamente invasiva, donde los robots pueden potenciar las capacidades y habilidades del cirujano, así como de ofrecer una opción mínimamente invasiva en procedimientos de mayor complejidad quirúrgica

## Áreas del conocimiento

Esquema de un amplificador de instrumentación usado en biomedicina para controlar las señales biológicas de pequeño voltaje.

La ingeniería biomédica es ampliamente reconocida como un campo multidisciplinar, resultado de un largo espectro de disciplinas que la influyen desde diversos campos y fuentes de información. Debido a su extrema diversidad, no es extraño que la bioingeniería se centre en un aspecto en particular. Existen muy diversos desgloses de disciplinas para esta ingeniería, a menudo se desgrana en:
- Bioelectromagnetismo y técnicas cerebrales
- Biomateriales
- Biomecánica y biotransporte
- Registro de imágenes y óptica biomédicas
- Biología de sistemas
- Instrumentación biomédica
- Ingeniería molecular e ingeniería celular
- Productos sanitarios
- Legislación regulatoria
- Bioética

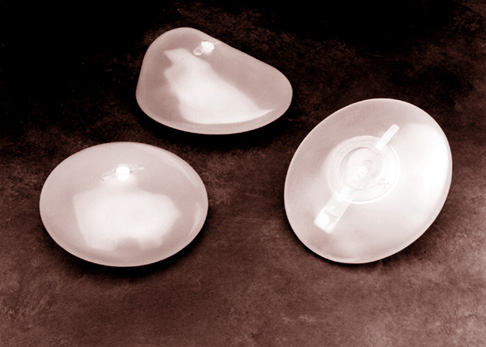
Implantes de pecho de silicona, ejemplo de aplicación de material biocompatible y cirugía estética.

En otros casos, las disciplinas dentro de la bioingeniería se dividen en la cercanía con otros campos de la ingeniería más arraigados, los cuales suelen incluir:
- Ingeniería química - a menudo asociada con la ingeniería bioquímica, celular, molecular, nuevos materiales y tejidos, etc.
- Ingeniería clínica- a menudo asociada con la ingeniería médica o la ingeniería hospitalaria, administración y mantenimiento de equipos médicos en una clínica u hospital.
- Ingeniería electrónica - a menudo asociada con la bioelectricidad, bioinstrumentación, creación de imágenes, e instrumentación médica.
- Ingeniería mecánica - a menudo asociada con la biomecánica, biotransporte y con el modelado de sistemas biológicos.
- Óptica e ingeniería óptica - óptica médica, imagen e instrumentación.

## Campos de acción

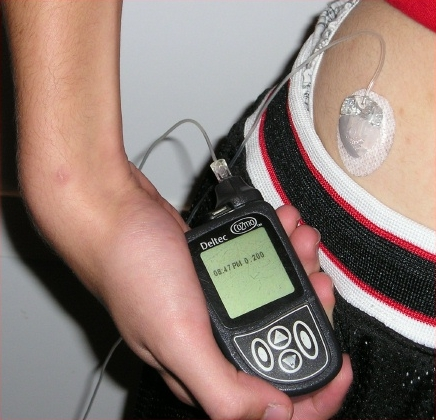
Una bomba para la inyección subcutánea continua de insulina, un ejemplo de ingeniería biomédica basada en la aplicación de ingeniería electrónica en un dispositivo médico.

En sus inicios, esta disciplina estuvo ligada fundamentalmente a la aplicación de técnicas de ingeniería eléctrica y electrónica para la construcción de equipos médicos (instrumentación médica), así como al diseño de prótesis y ortesis (biomecánica y rehabilitación). Posteriormente, una parte muy importante de las aplicaciones de la ingeniería a la medicina fue la instrumentación para la adquisición de imágenes del cuerpo humano (imagenología médica). A partir del desarrollo de los ordenadores, la importancia de la instrumentación fue disminuyendo, mientras que el procesamiento de las señales adquiridas cobró mayor ímpetu debido a que fue posible obtener información adicional a partir de las señales que la instrumentación proporcionaba, y que no era visible directamente a partir de los trazos puros (procesamiento de señales biomédicas). En la actualidad la disciplina está ligada también a otras como la genómica y proteómica (biología computacional). Existen las especialidades en ingeniería clínica.

## Historia
Hay autores que indican que existe la ingeniería biomédica desde que se aplicaron remedios a problemas particulares del individuo como una prótesis del dedo gordo del pie, que se descubrió en una tumba egipcia, con una antigüedad de más de 3000 años. Otros autores mencionan a los dibujos anatómicos de Leonardo Da Vinci y sus aproximaciones a brazos de palanca o los trabajos de Luigi Galvani y de lord Kelvin sobre la conducción eléctrica en los seres vivos. No obstante, el desarrollo de la instrumentación eléctrica y electrónica produjo una explosión de resultados y se puede considerar como uno de los orígenes más cercanos de la ingeniería biomédica. Esto se dio principalmente entre los años de 1890 y 1930.
Ejemplos de esto son los diseños para el registro de señales electrofisiológicas, comenzando por los registros de A. D. Waller en corazones de humanos (1887), el refinamiento de la técnica por parte de W. Einthoven al desarrollar un galvanómetro de cuerda (1901) y la aplicación de este al registro de señales electroencefalográficas en humanos por parte de Hans Berger (1924). La instrumentación electrónica a partir de tubos de vacío se empleó por E. Lovett Garceau para amplificar estas señales eléctricas y el primer sistema de electroencefalógrafo comercial de tres canales fue construido por Albert Grass en 1935.
Otro ejemplo es el desarrollo de la instrumentación en imagenología. Desde el descubrimiento de los rayos-X por Wilhelm Conrad Röntgen, en 1895, hasta su primera aplicación en biomedicina pasó una semana. Desde 1896, Siemens y General Electric ya vendían estos sistemas. En la actualidad, los nuevos desarrollos en imagenología han tomado mucho más tiempo en lograr su aplicación clínica. El principio de resonancia magnética se descubrió en 1946, pero no fue sino hasta 30 años después cuando se pudo desarrollar un sistema para uso en humanos.